# Ukraine au Concours Eurovision de la chanson 2014
L'Ukraine a participé au Concours Eurovision de la chanson 2014 à Copenhague, au Danemark.

## Processus de sélection
L'Ukraine a annoncé sa participation au concours le 23 octobre 2013
C'est par le biais d'une finale nationale que furent choisis l'artiste et la chanson qui représenteront l'Ukraine au Concours Eurovision de la chanson.
La gagnante de la présélection est Mariya Yaremtchouk, avec la chanson Tick Tock.

### Format
La finale nationale a eu lieu le  21 décembre 2013 à Kiev et fut présentée par Miroshnychenko et Tetiana Terekhova.
En plus des performances des candidats, étaient invités Sofia Tarasova, qui a représenté l'Ukraine au Concours Eurovision de la chanson junior 2013, Masha Sobko, Natalia Buchynska, Mika Newton, qui a participé à l'Eurovision 2011, Kamaliya, Matias et Zlata Ognevich, qui a participé à l'Eurovision 2013.
Les votes sont répartis ainsi :
- 50 % viennent du télévote
- 50 % d'un jury composé du producteur musical de la chaîne NTU Vladislav Baginskiy, du compositeur Mikhail Nekrasov, du producteur général de la radio Lux.fm Yevgeniy Feshak et du directeur des programmes à la chaîne RU Music Vladimir Kozlov.

### Liste des candidats
Le  8 décembre 2013, le site kp.ua a présenté les 20 artistes et chansons qui participeront à la finale nationale.
| #  | Artiste              | Langue    | Chanson                               | Traduction                 | Auteur(s) et compositeur(s)                                                       | Public | Public | Jury | Total | Rang |
| #  | Artiste              | Langue    | Chanson                               | Traduction                 | Auteur(s) et compositeur(s)                                                       | Votes  | Points | Jury | Total | Rang |
| -- | -------------------- | --------- | ------------------------------------- | -------------------------- | --------------------------------------------------------------------------------- | ------ | ------ | ---- | ----- | ---- |
| 1  | Anna-Maria           | Anglais   | 5 stars hotel                         | Hôtel 5 étoiles            | Eduard Pristupa, Sergey Ozeryanskiy                                               | 136    | 1      | 3    | 4     | 16   |
| 2  | Roman Polonsky       | Anglais   | Wanted dead or alive                  | Recherché mort ou vif      | Roman Polonsky, Sergey Dubenko                                                    | 73     | 1      | 5    | 6     | 12   |
| 3  | ULI RUD              | Anglais   | Tsvetok (Цветок)                      | Fleur                      | Misha Klimenko, Kseniya Shevchenko                                                | 76     | 1      | 1    | 2     | 20   |
| 4  | Marietta             | Anglais   | It`s My Life                          | C'est ma vie               | Dmitriy Sidorov, Natali Dali                                                      | 107    | 1      | 4    | 5     | 14   |
| 5  | Stas Shurins         | Anglais   | Why                                   | Pourquoi                   | Stas Shurins                                                                      | 194    | 4      | 5    | 9     | 10   |
| 6  | Anatoly Chparyov     | Anglais   | Waiting for you                       | En t'attendant             | A. Osadchuk                                                                       | 124    | 1      | 7    | 8     | 11   |
| 7  | Nataliya Valevskaya  | Anglais   | Love makes you beautiful              | L'amour te rend magnifique | Linda Persson, Ylva Persson                                                       | 1050   | 9      | 5    | 14    | 5    |
| 8  | Lissa Vassabi        | Anglais   | No fear                               | Sans peur                  | Elizaveta Zhikhareva                                                              | 170    | 2      | 1    | 3     | 18   |
| 9  | Vladimir Tkatchenko  | Ukrainien | Bouti tam de ti (Бути там де ти)      | Être là où tu es           | Volodimir Tkachenko, Irini Pirig                                                  | 368    | 5      | 11   | 16    | 3    |
| 10 | Shanis               | Russe     | Moya doucha (Моя душа)                | Mon âme                    | Elaydzha                                                                          | 47     | 1      | 9    | 10    | 9    |
| 11 | Viktoria Petryk      | Anglais   | Love is lord                          | L'amour est seigneur       | Giga Kukhianidze, B. Kadagidze                                                    | 476    | 7      | 10   | 17    | 2    |
| 12 | Eugene Litvinkovitch | Ukrainien | Strelyanaya ptitsa (Стреляная Птица)  | Oiseaux blessés            | Eugene Litvinkovich                                                               | 1090   | 10     | 2    | 12    | 8    |
| 13 | neAngely             | Anglais   | Courageous                            | Courageuse                 | Alexander Bard, Andreas Öhrn, Christian Wahlberg, Per Ljungqvist, Henrik Wikström | 800    | 8      | 6    | 14    | 5    |
| 14 | Illaria              | Anglais   | I’m Alive                             | Je suis vivante            | Katerina Prishchepa                                                               | 420    | 6      | 8    | 14    | 5    |
| 15 | Tatiana Chirko       | Anglais   | Let go                                | Laisse                     | Katerina Prishchepa                                                               | 171    | 3      | 3    | 6     | 12   |
| 16 | Tanya Berg           | Anglais   | Believe me                            | Crois-moi                  | Boris Tarshis                                                                     | 41     | 1      | 3    | 4     | 16   |
| 17 | Mariya Yaremtchouk   | Anglais   | Tick-Tock                             | Tic-Tac                    | Mariya Yaremtchouk                                                                | 3478   | 12     | 12   | 24    | 1    |
| 18 | Victor Romantchenko  | Ukrainien | Na krayou propasti (На краю пропасти) | Au bord de l'abîme         | Vladimir Dushevniy, Viktor Romanchenko                                            | 1170   | 11     | 5    | 16    | 3    |
| 19 | Anna Hodorovskaya    | Ukrainien | Yesli yest lyubov Если есть любовь    | Si l'amour est là          | Ruslan Kvinta, Vitaliy Kurovskiy                                                  | 99     | 1      | 2    | 3     | 18   |
| 20 | Denis Lyoubimov      | Anglais   | Love                                  | Amour                      | Denis Lyoubimov                                                                   | 120    | 1      | 4    | 5     | 14   |

## À l'Eurovision
L'Ukraine participa à la première demi-finale, le 6 mai 2014 et se qualifia pour la finale du 10 mai en atteignant la 5e place, avec 118 points.
Lors de la finale, le pays termina à la 6e place, avec 113 points.